# Bahía Blanca

Bahía Blanca é uma cidade da Argentina, na província de Buenos Aires. Está distante 650 km da Capital Federal. Foi fundada em 11 de abril de 1828. O nome Bahía Blanca tem origem da brancura dos salitres costeiros. 
É a cidade urbana mais importante do sul argentino e importantíssimo complexo portuário, sendo que o Porto de Bahía Blanca é um dos portos de grãos mais importante do país.

## Demografia
Sua população é de 365.509 habitantes (2010). Possuía, de acordo com estimativa de 2019, 309.544 habitantes em toda a área municipal.